# Nyikoa limbe
Nyikoa limbe (Huber, 2007) è un ragno della famiglia dei Pholcidae, l'unica specie del genere Nyikoa.
È diffuso in Ghana, Camerun, Guinea e Repubblica Democratica del Congo.